# Колоницкий, Борис Иванович
Бори́с Ива́нович Колони́цкий (род. 4 февраля 1955, Ленинград, СССР) — советский и российский историк, специалист по истории революции 1917 года в России. Доктор исторических наук, профессор. Профессор факультета истории Европейского университета в Санкт-Петербурге, ведущий научный сотрудник Санкт-Петербургского института истории РАН.

## Биография
Вырос в семье технической интеллигенции. Мать — Наталья Львовна Зильберберг (25.07.1931 — 6.02.2019), инженер-конструктор, ветеран труда, член Общества охраны памятников.
В 1976 году окончил исторический факультет Ленинградского государственного педагогического института имени А. И. Герцена.
Проходил службу в Советской армии. Работал библиографом в Публичной библиотекев Ленинграде.
В 1987 году защитил диссертацию на соискание учёной степени кандидата исторических наук по теме «Центры буржуазной печатной пропаганды Петрограда и их крушение. Март—октябрь 1917 г.» (специальность 07.00.02 — история СССР).
С 1991 года — сотрудник петербургского отделения Института истории СССР.
Долгое время преподавал историю в Санкт-Петербургском государственном институте культуры.
С 1999 года преподаёт в Европейском университете в Санкт-Петербурге на факультете истории, в 2009—2015 годах был первым проректором и проректором по науке. C 2015 года — профессор Европейского университета в Санкт-Петербурге, профессура по изучению истории Российской революции 1917 года.
Также преподавал как приглашённый профессор в Иллинойсском университете (1999, 2005), Принстонском университете (2002), Йельском университете (2006), Тартуском университете (1992—1995, 2001).
В 2002 году защитил диссертацию на соискание учёной степени доктора исторических наук по теме «Политические символы и борьба за власть в 1917 году» (специальность 07.00.02 — отечественная история). Официальные оппоненты — член-корреспондент РАН, доктор исторических наук, профессор Р. Ш. Ганелин, доктор исторических наук Г. Л. Соболев и доктор исторических наук Б. Д. Гальперина. Ведущая организация — кафедра истории Санкт-Петербургского университета МВД России.
Получатель стипендий и грантов Фонда поддержки восточно-европейских исследований (Тринити-колледж), РГНФ, института «Открытое общество» (Фонд Сороса), Фонда Фольксвагена, Фонда Льва Копелева, Института Кеннана, Фонда Михаила Прохорова, Оксфордского российского фонда.
Член редакционных коллегий журналов «Российская история», «Новое литературное обозрение», «Kritika», «Revolutionary Russia». Член научного Совета Международного центра по изучению Первой мировой войны в Перроне (Франция). Член редакционного совета международного проекта «Russia’s Great War and Revolution, 1914—1922: The Centennial Reappraisal».
Соредактор Bloomsbury Handbook of the Russian Revolution (2023).

### Общественная деятельность
В январе 2001 года Колоницкий подписал «Письмо 140» на имя ректора СПбГУ Л. А. Вербицкой, направленное против тогдашнего декана исторического факультета СПбГУ И. Я. Фроянова. В этом Письме, в частности, утверждалось, что под руководством Фроянова «На истфаке насаждается единомыслие, а патриотизм подменён ксенофобией и антисемитизмом». В апреле 2001 года деканские полномочия Фроянова были прекращены.
Состоит в «Вольном историческом обществе».
Принимает участие в кампании против слияния РНБ и РГБ.

## Премии
- Макарьевская премия 3-й степени в номинации «История России» — «Товарищ Керенский». Антимонархическая революция и формирование культа «вождя народа»[6].
- Длинный список премии Просветитель — «Товарищ Керенский». Антимонархическая революция и формирование культа «вождя народа»[7].
- Премия Просветитель в специальной номинации «XX/12» — курс лекций «Революция 17-го года» на портале Arzamas[8]
- Финал премии Просветитель в номинации «Гуманитарные науки» — «#1917. Семнадцать очерков по истории Российской революции»[9].

## Основные работы

### Монографии
на русском языке
- Колоницкий Б. И. Символы и борьба за власть. К изучению политической культуры Российской революции 1917 года. / Рос. акад. наук. Ин-т рос. истории. С.-Петерб. фил. — СПб.: Дмитрий Буланин, 2001. — 349 с., ил. ISBN 5-86007-274-0 (переиздание — Символы власти и борьба за власть: к изучению политической культуры российской революции 1917 года / Российская акад. наук, Санкт-Петербургский ин-т истории. — СПб.: Лики России, 2012. — 319 с. ISBN 978-5-87417-384-5)
- Колоницкий Б. И. Погоны и борьба за власть в 1917 году. — СПб.: Остров, 2001. — 84 с. ISBN 5-94500-003-5
- Колоницкий Б. И. «Трагическая эротика»: Образы императорской семьи в годы Первой мировой войны. / Санкт-Петербургский ин-т истории Российской акад. наук, Европейский ун-т в Санкт-Петербурге. — М.: НЛО, 2010. — 664 с. ISBN 5-86793-757-7
- Колоницкий Б. И. «Товарищ Керенский»: антимонархическая революция и формирование культа «вождя народа» (март — июнь 1917 года) / Европейский университет в Санкт-Петербурге, Санкт-Петербургский институт истории Российской академии наук. — М.: НЛО, 2017. — 520 с.: ил. ISBN 978-5-4448-0638-8
- Колоницкий Б. И. #1917: Семнадцать очерков по истории Российской революции. — СПб.: Издательство Европейского университета в Санкт-Петербурге, 2017. — 144 с. : ил. ISBN 978-5-94380-243-0
- Колоницкий Б. И. Революция 1917 года: [главное, что нужно знать о переломном моменте российской истории : лекции Бориса Колоницкого и другие материалы]. — М.: Эксмо, 2018. — 127 с. ISBN 978-5-04-090655-0

на других языках
- Figes O. G., Kolonitskii B. I. Interpreting the Russian Revolution: The Language and Symbols of 1917. — New Haven; London: Yale University Press, 1999. — 198 p.

### Статьи
на русском языке
- Колоницкий Б. И. Антибуржуазная пропаганда и «антибуржуйское» сознание // Отечественная история. — 1994. — № 1. — С. 17—27.
- Колоницкий Б. И. «Марсельеза» по-русски: песни в политической культуре революции 1917 года // Russian Studies: Ежеквартальник русской филологии и культуры. — 1996. — Т. II. — № 2. — С. 7—47.
- Колоницкий Б. И. К изучению механизмом десакрализации монархии (слухи и политическая порнография в годы Первой мировой войны) // Поиски исторической психологии. Ч. 3. — СПб., 1997. — С. 105—108.
- Колоницкий Б. И. «Русская идея» и идеология Февральской революции // Культура русской диаспоры: саморефлексия и самоидентификация (материалы международного семинара) // Ред. А. Данилевский, А. Доценко. — Тарту: Издательство Тартуского университета, 1997. — С. 11—37.
- Колоницкий Б. И. «Политическая порнография» и десакрализация власти в годы Первой мировой войны (слухи и массовая культура) // 1917 год в судьбах России и мира: Октябрьская революция (от новых источников к новому осмыслению) / Отв. ред. С. В. Тютюкин. — М., 1998. — С. 67—81.
- Колоницкий Б. И. Культ А. Ф. Керенского: Образы революционной власти // Отечественная история. — 1999. — № 4. — С. 105—108.
- Колоницкий Б. И. Февральская революция как символический переворот: Отражение в русской ономастике // Russian Studies: Ежеквартальник русской филологии и культуры. — 2000. — Т. III. — № 3. — С. 7—47.
- Колоницкий Б. И. «Погонная революция» (март — апрель 1917 года) // На пути к революционным потрясениям (из истории России второй половины XIX — начала XX века). — Кишинёв, 2001. — С. 341—345.
- Колоницкий Б. И. Спрос на революцию: политические символы и массовая культура в 1917 г. // Россия в контексте мировой истории: сборник статей. / Отв. ред. А. А. Фурсенко. — СПб., 2002. — С. 331—340.
- Колоницкий Б. И. Слухи об императрице Александре Фёдоровне и массовая культура (1914—1917) // Вестник истории, литературы, искусства. — Т. 1. — М.: Собрание, Наука, 2005. — С. 362—378. ISBN 5-02-034234-3, ISBN 5-9606-0014-5
- Колоницкий Б. И. Воин «старого времени»: образы великого князя Николая Николаевича в годы Первой мировой войны // Studia Russica Helsingiensia et Tartuensia X: «Век нынешний и век минувший»: культурная рефлексия прошедшей эпохи: В 2 ч. — Тарту: Tartu Ülikooli Kirjastus, 2006. — Ч. 2. — С. 297—326.
- Колоницкий Б. И. Преодоление гражданской войны: случай Америки…// Звезда, № 1, 2007

на других языках
- «Revolutionary Names»: Russian Personaly Names and Political Consciousness in the 1920s and 1930s // Revolutionary Russia. — 1993. — Vol. 6. — № 2. — P. 210—228.
- Kerensky // Critical Companion to the Russian Revolution / Ed. E. Acton, V. Iu. Cherniaev, W. G. Rosenberg. — London; Sydney; Auckland: Arnold, 1997.; Bloomington ; Indianapolis : Indiana University Press, 2001. — P. 138—149. — 782 p. ISBN 0-340-76365-5, ISBN 0-253-33333-4 (издание на русском языке — Критический словарь русской революции, 1914—1921 / сост.: Э. Актон, У. Г. Розенберг, В. Ю. Черняев. — 2-е изд., испр. и доп. — СПб. : Нестор-История, 2014. — 767 с.)

### Публицистика
- Колоницкий Б. И. Расплавленная государственность // Звезда. — 1991. — № 9. — С. 149—155.
- Колоницкий Б. И. Февральская? Буржуазная? Демократическая? Революция… // Неприкосновенный запас: дебаты о политике и культуре. — 2002. — № 2 (22). — 82—88.
- Колоницкий Б. И. Преодоление гражданской войны: случай Америки // Звезда. — 2007. — № 1. — С. 123—143.
- Колоницкий Б. И. Александр Фёдорович Керенский как «жертва евреев» и «еврей» (начало) // Еврейский обозреватель. — 2008. — 3/166.
- Колоницкий Б. И. Александр Фёдорович Керенский как «жертва евреев» и «еврей» (окончание) // Еврейский обозреватель. — 2008. — 4/167.
- Колоницкий Б. И. Красные против красных. К 90-летию окончания Гражданской войны в России // Нева. — 2010. — № 11. — С. 144—164.